# Somersham (Cambridgeshire)
Somersham – wieś w Anglii, w hrabstwie Cambridgeshire, w dystrykcie Huntingdonshire. Leży 22 km na północny zachód od miasta Cambridge i 98 km na północ od Londynu. Miejscowość liczy 3802 mieszkańców.